# ドナルドの裁判ざた
『ドナルドの裁判ざた』（ドナルドのさいばんざた、原題：The Trial of Donald Duck）は、ウォルト・ディズニー・プロダクション（現：ウォルト・ディズニー・カンパニー）が製作した1948年7月30日公開のアニメーション短編映画作品。
ドナルドダック・シリーズの第78作である。

## あらすじ
公園で過ごしていたドナルドは、突然降ってきた雨をしのぐ為にレストランへと入るが、そこは席に座るだけでも料金がかかる高級レストランだった。そこで、ドナルドはコーヒーを注文するが、そのコーヒーは高級店に似合わず、ほんの小さなカップに一滴しか入っていなかった。これに怒ったドナルドは公園から持ってきた弁当を食べることにする。
店主のピエールは咎めようとしたが、思い留まってドナルドが持ってきた食べ物に勝手に値段をつけだし、そのメモを差し出す。それを見たドナルドは支払いを拒否して、裁判へと縺れこむ。
結果はドナルドは有罪、罰として10ドルの罰金か10日間の皿洗いを命じられる。勝利を確信したピエールが選んだのは、皿洗いだったが、ドナルドは皿を洗うどころか店中の皿を割り始めた。ピエールは今回の件は水に流し、給料も払うからやめるように言うが、ドナルドは「裁判官が言っただろう。僕はあと10日間もいるんだぞ」と言い返し、再び皿を割り始め、ピエールは後悔するのであった。

## スタッフ
- 製作：ウォルト・ディズニー
- 監督：ジャック・キング
- 脚本：ダン・マクマナス
- 音楽：オリバー・ウォレス
- レイアウト：ドン・グリフィス
- 背景：
- 原画：エド・アーダル、ポール・アレン、ジャック・ボーイド、フレッド・コピエッツ

## キャスト
| キャラクター       | 原語版               | 旧吹き替え版 | 新吹き替え版 |
| ------------------ | -------------------- | ------------ | ------------ |
| ドナルドダック     | クラレンス・ナッシュ | 関時男       | 山寺宏一     |
| ムッシュ・ピエール | ?                    | 内田稔       |              |
| 弁護人             | ?                    | 江原正士     |              |
| 裁判長             | ?                    | 吉水慶       |              |
| ナレーター         | -                    | 土井美加     | -            |

## 日本での公開

### 収録
- 『ドナルドダック・クロニクル Vol.3 限定保存版』（DVD、ブエナ・ビスタ・ホーム・エンターテイメント、新吹き替え版）